# Midgee parva
Midgee parva är en spindelart som beskrevs av Davies 1995. Midgee parva ingår i släktet Midgee och familjen mörkerspindlar.
Artens utbredningsområde är New South Wales. Inga underarter finns listade i Catalogue of Life.